# Quinn Simmons
Quinn Simmons (født 8. maj 2001 i Durango) er en cykelrytter fra USA, der er på kontrakt hos Lidl-Trek.

## Karriere
I 2019 vandt han verdensmesterskabet i linjeløb for juniorer. Simmons kom i 2020 på UCI World Touren, da han underskrev en toårig kontrakt med Trek-Segafredo. Ved Tour de Wallonie 2021 kom hans første sejr som professionel, da han vandt løbets 3. etape, og endte som vinder af det samlede klassement.